# 救荒本草

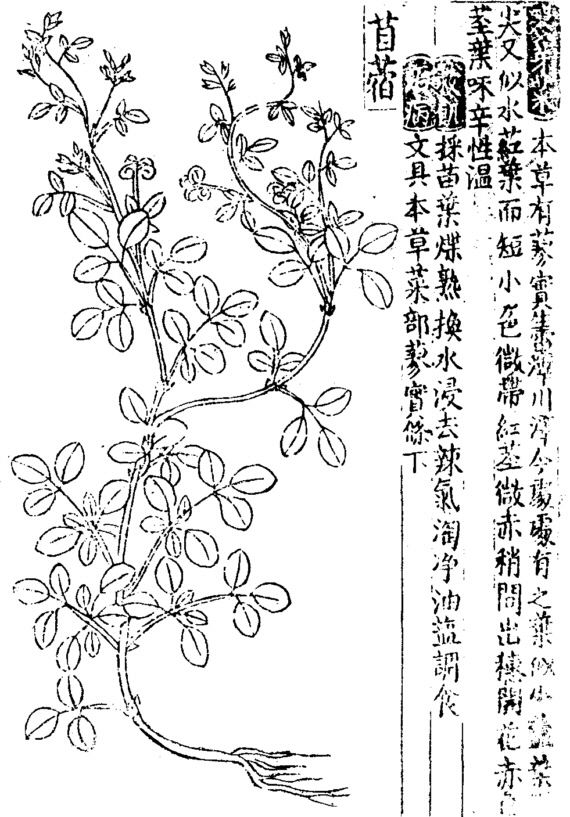
《救荒本草》書影

《救荒本草》，中國第一部專門記錄可食用野生植物的著作，作者为明朝周定王朱橚（明太祖第五子），成書於15世紀初，初版2卷，詳細描述414種植物的特性、食用部份及其食用方法，在中國植物學史上有重要價值。

## 成書
《救荒本草》的作者是明太祖第五子周定王朱橚，王府中的學者卞同作序。朱橚封地在河南省開封，為了研究饑荒時可作食用的植物:282，他將採自河南省各地的野生植物栽培在園圃中，觀察其特性和生長情況，寫出《救荒本草》:142。

## 內容
《救荒本草》描述414種植物，附有插圖，其中138種在以前的本草學書籍中已見記錄，276種是新收錄的。當中草類植物佔245種，木類植物佔80種，禾穀類植物佔20種，果類植物佔23種，蔬菜類植物佔46種，合共414種。書中每種植物都有精美插圖，先說明其產地和別名、寒熱性質、味道甘苦，然後說明處理和烹調方法。現代學者已鑑別出書中所載87%的植物。:283-285

## 版本
《救荒本草》初版於1406年，今已不存，其後1525年、1555年和1593年再版:152-155。1555年版把此書作者誤題為朱橚兒子周憲王朱有燉，其後李時珍和徐光啟也沿襲了這個錯誤:153。徐光啟認為《救荒本草》相當重要，把此書收錄在他編纂的《農政全書》中，1639年出版:285。日本也翻印此書，分別有1716年及1799年版，這兩個版本同樣誤會作者是周憲王朱有燉:156-157。藥物學家伊博恩（Bernard E. Read）把《救荒本草》譯為英文，題為“Famine foods listed in the Chiu huang pen tsʻao”，1946年在上海出版。1959年，中華書局影印1525年版本，流傳於世:159、153。

## 成就
《救荒本草》是第一部專門記述救荒植物的著作，將中國植物學領域從藥用植物擴展到所有可供食用的植物，受學者讚譽為「中世紀時代最傑出的草藥志」:286、301、285，「具有科學性的植物學著作」:142。後世有不少著作倣效《救荒本草》，如1524年王磐《野菜譜》、1582年周履靖《茹草編》、約1600年屠本畯《野菜箋》、1622年鮑山《野菜博錄》等:296-298。書中記錄的植物，到20世紀中至少有73種成為中國馴化栽培的園藝植物（如水慈菇），16種以上採用於歐洲或日本的膳食。在西方，到18世紀才有宗旨與《救荒本草》相同的著作出現:285、293、281。